# 裴濟小沙丁魚
裴濟小沙丁魚（学名：Sardinella fijiense）為輻鰭魚綱鲱形目鲱科的其中一種，其种加词“fijiensis”意为“斐济的”。分布於西太平洋區，包括巴布亞紐幾內亞、新喀里多尼亞、斐濟海域，棲息深度可達50公尺，體長可達11.5公分，棲息在沿海海域，成群活動，可做為食用魚。